# Bartosz Jurecki
Bartosz Jurecki (ur. 31 stycznia 1979 w Kościanie) – polski piłkarz ręczny, grający na pozycji obrotowego, reprezentant kraju, uczestnik igrzysk olimpijskich (Pekin 2008, Rio de Janeiro 2016), wicemistrz świata z 2007, brązowy medalista mistrzostw świata z 2009 i z 2015. W latach 2006–2015 zawodnik SC Magdeburg. W 2023 był tymczasowym selekcjonerem seniorskiej reprezentacji Polski. Starszy brat Michała.

## Kariera

### Klubowa
Od samego początku swej przygody ze sportem postawił na piłkę ręczną (w przeciwieństwie do brata Michała). Wyboru nie miał zbyt dużego, bowiem na początku lat 90. w Kościanie możliwości uprawiania jakiejś gry zespołowej były wyłącznie trzy: handball w Tęczy, koszykówka i piłka nożna w Obrze. Starszy z braci Jureckich dość wcześnie postawił na tę pierwszą opcję i zaskakująco szybko zaczął robić widoczne postępy. Jego pierwszym trenerem był Edward Strzymiński. W czasach juniorskich występował na pozycji rozgrywającego, zostając nawet królem strzelców I ligi. W 2001 r. został zawodnikiem ekstraklasowej Olimpii Piekary Śląskie, w której spędził zaledwie jeden sezon (2001/02), pełniąc głównie rolę rezerwowego. Dlatego w 2002 r. przystał na propozycję przejścia do – grającego na tym samym szczeblu – Chrobrego Głogów i w tym klubie doszło do eksplozji jego talentu. Po roku do drużyny dołączył również młodszy brat Michał, a Bartosz został wybrany jej kapitanem. W sezonie 2005/06 walnie przyczynił się do odniesienia największego sukcesu w historii „żółto-czerwono-niebieskich” – wicemistrzostwa Polski, zdobywając łącznie 153 bramki i będąc najskuteczniejszym zawodnikiem drużyny. Po zakończeniu sezonu został wytransferowany do SC Magdeburg, z którym już po roku (w sezonie 2006/07) zdobył Puchar EHF. W 2010 r. wystąpił w meczu gwiazd Bundesligi. W lutym 2015 r. podpisał dwuletni kontrakt z Chrobrym Głogów, obowiązujący od sezonu 2015/16.

### Reprezentacyjna

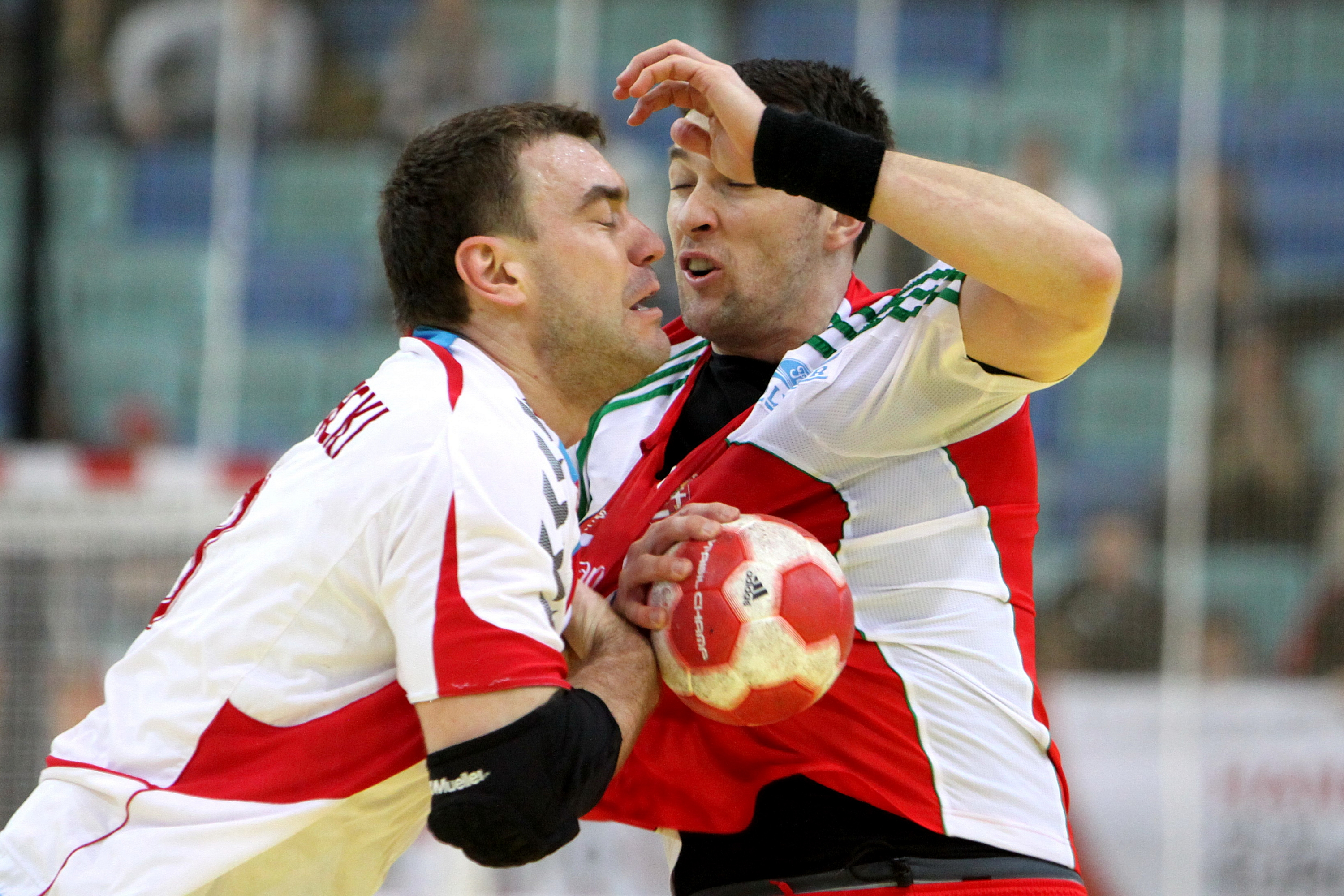
Bartosz Jurecki (z lewej) przeciwko Ferencowi Ilyésowi

Dla reprezentacji „odkrył” go Bogdan Wenta, bowiem w seniorskiej kadrze narodowej zadebiutował dopiero mając 25 lat i 11 miesięcy – 27 grudnia 2004, w przegranym 29:33 towarzyskim meczu przeciwko Czechom w Zlinie podczas Turnieju Bożonarodzeniowego. Bardzo szybko stał się podstawowym kołowym „biało-czerwonych”. W 2006 r. wziął udział w swej pierwszej wielkiej imprezie międzynarodowej – Mistrzostwach Europy w Szwajcarii, na którym biało-czerwoni zajęli 10. miejsce. W 2007 r. wywalczył srebrny medal Mistrzostw Świata w Niemczech, za co 5 lutego 2007 został odznaczony przez Prezydenta RP Lecha Kaczyńskiego Złotym Krzyżem Zasługi oraz Superpuchar. W lutym 2008 r. zajął 7. miejsce Mistrzostw Europy w Norwegii, a w maju 2008 r. – podczas wrocławskiego turnieju kwalifikacyjnego – wywalczył przepustkę do Igrzysk Olimpijskich w Pekinie (przegrana w ćwierćfinale z Islandią i ostatecznie 5. miejsce). W lutym 2009 r. zdobył brązowy medal Mistrzostw Świata w Chorwacji, a w styczniu 2010 r. pomógł wywalczyć 4. miejsce Mistrzostw Europy w Austrii. W 2015 r. wywalczył brązowy medal Mistrzostw Świata w Katarze. Po nich został odznaczony przez prezydenta Bronisława Komorowskiego Krzyżem Kawalerskim Orderu Odrodzenia Polski. W 2016 r. był jednym z liderów reprezentacji, która zajęła 4. miejsce Igrzysk Olimpijskich w Rio de Janeiro. Po tym turnieju zakończył karierę reprezentacyjną.

### Trenerska
W latach 2019–2023 trener Piotrkowianina Piotrków Trybunalski, a od lipca 2023 Gwardii Opole. W latach 2020–2023 trener-asystent w seniorskiej reprezentacji Polski, a od lutego do końca marca 2023 jej tymczasowy selekcjoner. W 2024 został mianowany nowym selekcjonerem reprezentacji Polski do lat 21.

## Osiągnięcia
- 2006: wicemistrzostwo Polski
- 2007: Puchar EHF
- 2007: 2. miejsce mistrzostw świata
- 2007: Superpuchar
- 2009: 3. miejsce mistrzostw świata
- 2010: 4. miejsce mistrzostw Europy
- 2015: 3. miejsce mistrzostw świata
- 2016: 4. miejsce igrzysk olimpijskich

## Wyróżnienia
- 5 lutego 2007 został odznaczony przez prezydenta Lecha Kaczyńskiego Złotym Krzyżem Zasługi[8]
- 2010: uczestnik meczu gwiazd All Star Game Bundesliga
- 2015: najlepszy obrotowy mistrzostw świata

## Życie prywatne
Oprócz Michała, ma również drugiego brata – Marcina (mistrza Polski w koszykówce na wózkach z drużyną Start Poznań). Żona Magdalena, córka Agata (ur. 2010).